# Mișcarea de Nealiniere

Statele membre Mișcării de Nealiniere (2009). Statele cu albastru deschis au statut de observatori.

Mișcarea de Nealiniere (MNA) este o organizație interguvernamentală de state care nu se consideră aliniate oficial cu sau împotriva unui bloc de putere majoră. Mișcarea a fost fondată în mare parte de Jawaharlal Nehru, primul prim-ministru al Indiei, Gamal Abdel Nasser, președintele Egiptului și Iosip Broz Tito, președintele Republicii Socialiste Federative Iugoslavia. A fost înființată la Belgrad în 1961. În 2009, organizația era alcătuită din 118 membri și 17 observatori. Scopul organizației, conform Declarației de la Havana din 1979 este de a asigura „independența națională, suveranitatea, integritatea teritorială a țărilor nealiniate” în „lupta lor împotriva imperialismului, colonialismului, neo-colonialismului, rasismului și a tuturor formelor de agresiune, ocupație, dominație, interferență sau hegemonie străine, precum și împotriva unei mari puteri și a unui bloc politic”. Aproximativ două treimi din statele ONU fac parte din Mișcarea de Nealiniere, care cuprinde 55% din populația mondială, în special state în curs de dezvoltare sau care fac parte din lumea a treia.
Membrii care făceau parte din organizație au fost: Iugoslavia, Argentina, OPASV, Cipru și Malta. Brazilia nu a fost niciodată membru oficial, dar obiectivele sale sunt comune cu cele ale Mișcării de Nealiniere, iar deseori sunt trimiși observatori la congresele sale. Organizația se străduia să fie o alianță la fel de apropiată precum NATO (1949) sau Pactul de la Varșovia (1955), însă nu era suficient de unită, iar mulți membri ai acesteia erau destul de aliniați cu una sau cealaltă din marile puteri. În plus, unii membri au fost chiar implicați în conflicte dure cu alți membri (ex. India și Pakistan, Iran și Irak). Mișcarea s-a întrerupt din cauza propriilor contradicții interne, când Uniunea Sovietică a invadat Afganistanul în 1979. În timp ce aliații sovieticilor sprijineau invazia, alți membri ai mișcării (în special statele islamice) au condamnat-o.
Deoarece Mișcarea de Nealiniere a fost înființată ca o încercare de a contracara Războiul Rece, s-a zbătut să găsească relevanță, deoarece Războiul Rece se sfârșise. După destrămarea Iugoslaviei, un membru fondator, statutul de membru a fost suspendat în 1992 la Întâlnirea Ministerială a Mișcării, ținută în New York în cadrul sesiunii anuale implicite a Adunării Generale a Organizației Națiunilor Unite. La congresul Mișcării de la Jakarta, Indonezia (1-6 septembrie 1992), Iugoslavia a fost suspendată sau exclusă din cadrul Mișcării. Stalele succesoare RSF Iugoslavia nu au prezentat un mare interes pentru integrare, deși unele aveau statut de observator. În 2004, Malta și Cipru au încetat să mai fie membre și au aderat la Uniunea Europeană. Belarus este singurul stat european membru al Mișcării. Turkmenistan, Belarus și Republica Dominicană sunt cele mai recente state membre. Aderarea Bosniei și Herțegovinei și a Costei Rica au fost respinse în 1995, respectiv 1998.

## Summit-uri
1. Belgrad, 1-6 septembrie 1961
2. Cairo, 5-10 octombrie 1964
3. Lusaka, 8-10 septembrie 1970
4. Algeria, 5-9 septembrie 1973
5. Colombo, 16-19 august 1976
6. Havana, 3-9 septembrie 1979
7. New Delhi (planificat inițial în Baghdad), 7-12 martie 1983
8. Harare, 1-6 septembrie 1986
9. Belgrad, 4-7 septembrie 1989
10. Jakarta, 1-6 septembrie 1992
11. Cartagena de Indias, 18-20 octombrie 1995
12. Durban, 2-3 septembrie 1998
13. Kuala Lumpur, 20-25 februarie 2003
14. Havana, 15-16 septembrie 2006
15. Sharm El Sheikh, 11-16 septembrie 2009
16. Kish, 2012

## Secretari generali
| Secretarii generali ai Mișcării de Nealiniere | Secretarii generali ai Mișcării de Nealiniere | Secretarii generali ai Mișcării de Nealiniere       | Secretarii generali ai Mișcării de Nealiniere | Secretarii generali ai Mișcării de Nealiniere |
| Nume                                          | Stat                                          | Partid                                              | Început                                       | Sfârșit                                       |
| --------------------------------------------- | --------------------------------------------- | --------------------------------------------------- | --------------------------------------------- | --------------------------------------------- |
| Josip Broz Tito                               | Iugoslavia                                    | Liga Comuniștilor din Iugoslavia                    | 1961                                          | 1964                                          |
| Gamal Abdel Nasser                            |                                               | Uniunea Arabiei Socialiste                          | 1964                                          | 1970                                          |
| Kenneth Kaunda                                | Zambia                                        | Partidul Unitar Național Independent                | 1970                                          | 1973                                          |
| Houari Boumédienne                            | Algeria                                       | Consiliul Revoluționar                              | 1973                                          | 1976                                          |
| William Gopallawa                             | Sri Lanka                                     | Independent                                         | 1976                                          | 1978                                          |
| Junius Richard Jayawardene                    | Sri Lanka                                     | Partidul Național Unitar                            | 1978                                          | 1979                                          |
| Fidel Castro                                  | Cuba                                          | Partidul Comunist din Cuba                          | 1979                                          | 1983                                          |
| N. Sanjiva Reddy                              | India                                         | Janata Party                                        | 1983                                          | 1983                                          |
| Zail Singh                                    | India                                         | Partidul Congresist                                 | 1983                                          | 1986                                          |
| Robert Mugabe                                 | Zimbabwe                                      | UANZ-FP                                             | 1986                                          | 1989                                          |
| Janez Drnovșek                                | Iugoslavia                                    | Independent                                         | 1989                                          | 1990                                          |
| Borisav Jovici                                | Iugoslavia                                    | Partidul Socialist din Serbia                       | 1990                                          | 1991                                          |
| Stjepan (Stipe) Mesici                        | Iugoslavia                                    | Uniunea Democrată a Croaților                       | 1991                                          | 1991                                          |
| Branko Kostić                                 | Iugoslavia                                    | Partidul Democratic al Socialiștilor din Muntenegru | 1991                                          | 1992                                          |
| Dobrica Ćosić                                 | Iugoslavia                                    | Partidul Socialist din Serbia                       | 1992                                          | 1992                                          |
| Suharto                                       | India                                         | Golkar                                              | 1992                                          | 1995                                          |
| Ernesto Samper Pizano                         | Columbia                                      | Partidul Liberal Columbian                          | 1995                                          | 1998                                          |
| Andrés Pastrana Arango                        | Columbia                                      | Partidul Conservator Columbian                      | 1998                                          | 1998                                          |
| Nelson Mandela                                | Africa de Sud                                 | Congresul Național din Africa                       | 1998                                          | 1999                                          |
| Thabo Mbeki                                   | Africa de Sud                                 | Congresul Național din Africa                       | 1999                                          | 2003                                          |
| Mahathir bin Mohammad                         | Malaysia                                      | Organizația Națională a Malaiezilor Uniți           | 2003                                          | 2003                                          |
| Abdullah Ahmad Badawi                         | Malaysia                                      | Organizația Națională a Malaiezilor Uniți           | 2003                                          | 2006                                          |
| Fidel Castro                                  | Cuba                                          | Partidul Comunist din Cuba                          | 2006                                          | 2008                                          |
| Raúl Castro                                   | Cuba                                          | Partidul Comunist din Cuba                          | 2008                                          | 2009                                          |
| Hosni Mubarak                                 | Egipt                                         | Partidul Național Democratic                        | 14 July 2009                                  | prezent                                       |

## State membre și reprezentanți
- Afganistan
- Algeria
- Angola
- Antigua și Barbuda
- Bahamas
- Bahrain
- Bangladesh
- Barbados
- Belarus
- Belize
- Benin
- Bhutan
- Bolivia
- Botswana
- Brunei
- Burkina Faso
- Burundi
- Cambodia
- Camerun
- Capul Verde
- Republica Centrafricană
- Ciad
- Chile
- Columbia
- Comore
- Republica Congo
- Coasta de Fildeș
- Cuba
- Republica Democrată Congo
- Djibouti
- Dominica
- Republica Dominicană
- Ecuador
- Egipt
- Guineea Ecuatorială
- Eritreea
- Etiopia
- Gabon
- Gambia
- Ghana
- Grenada
- Guatemala
- Guineea
- Guineea-Bissau
- Guyana
- Haiti
- Honduras
- India
- Indonezia
- Iran
- Irak
- Jamaica
- Iordania
- Kenya
- Kuwait
- Laos
- Liban
- Lesotho
- Liberia
- Libia
- Madagascar
- Malawi
- Malaysia
- Maldive
- Mali
- Mauritania
- Mauritius
- Mongolia
- Maroc
- Mozambic
- Myanmar
- Namibia
- Nepal
- Nicaragua
- Niger
- Nigeria
- Coreea de Nord
- Oman
- Pakistan
- Palestina
- Panama
- Papua Noua Guinee
- Peru
- Filipine
- Qatar
- Rwanda
- Sfânta Lucia
- Sfântul Kitts și Nevis
- Sfântul Vicențiu și Grenadine
- São Tomé și Príncipe
- Arabia Saudită
- Senegal
- Seychelles
- Sierra Leone
- Singapore
- Somalia
- Africa de Sud
- Sri Lanka
- Sudan
- Surinam
- Eswatini
- Siria
- Tanzania
- Thailanda
- Timorul de Est
- Togo
- Trinidad-Tobago
- Tunisia
- Turkmenistan
- Uganda
- Emiratele Arabe Unite
- Uzbekistan
- Vanuatu
- Venezuela
- Vietnam
- Yemen
- Zambia
- Zimbabwe

### Foști membri
- Argentina
- Cipru
- Iugoslavia
- Malta
- Republica Arabă Yemen
- Republica Democratică Populară Yemen